# 3-й Каракульний провулок (Житомир)
3-й Каракульний провулок — провулок у Богунському районі міста Житомира.    

## Розташування
Знаходиться у північно-західній частині міста, на теренах історичних місцевостей Кокоричанка, Каракулі. З'єднує 4-й Каракульний та 1-й Винокурний провулки. Г-подібний на плані.  

## Історія
Провулок почав формуватися у 1950-х роках на вільній від забудови місцевості — у долині річки Кокоричанки. Територія, де сформується провулок наприкінці XVIII століття відома як заміський хутір шляхтича Білецького, у першій половині ХІХ століття — Слобода Каракуліна, згодом Слобода Каракулі. Забудова хутора здійснювалася переважно старообрядцями протягом ХІХ століття південніше майбутнього провулка — вздовж Каракульної вулиці.      
До кінця 1960-х років провулок та його садибна забудова сформувалися.    